# Un loc curat și bine luminat
„Un loc curat și bine luminat” (în engleză A Clean, Well-Lighted Place) este o povestire din 1933 a scriitorului american Ernest Hemingway.